# Sleufloze technieken
Sleufloze technieken is de verzamelnaam voor de aanleg van ondergrondse infrastructuur waarbij het maaiveld niet of zo min mogelijk verstoord wordt. Sinds de jaren 1950 wordt er steeds vaker gekozen voor aanleg van ondergrondse infrastructuur met behulp van sleufloze technieken, zowel vanuit overlasttechnisch als financieel oogpunt.

## Open sleuf versus sleufloos
Overheden en andere grondroerders, zoals netbeheerders en telecommunicatiebedrijven, hebben bij hun graafwerkzaamheden de keuze tussen graven en sleufloze technieken. 
Open sleuven kunnen de volgende nadelen geven:
- ruimtegebrek; het graven van een sleuf kan erg veel ruimte in beslag nemen, zeker bij diepe sleuven.
- kans op verzakkingen en zettingen van de omgeving.
- eventueel benodigde grondwaterbeheersing.
- kans op en risico van aanwezige bodemverontreiniging en (hergebruik) vervuilde uitgegraven grond.
- mogelijke hinder voor scheeps- en wegverkeer.
- mogelijke schade aan de natuur en het milieu.

Daartegenover kunnen sleufloze (aanleg)technieken de volgende voordelen bieden:
- minder of geen vervuilde afgegraven grond.
- vrije keus voor de aanlegdiepte, waardoor er geen problemen met reeds bestaande infrastructuur in de grond ontstaat.
- minder of geen graafwerkzaamheden kan tijdwinst en lagere kosten geven

Nadelen van sleufloze technieken zijn:
- op grotere diepte aangelegde infrastructuur is moeilijker te bereiken voor toekomstige reparatiewerkzaamheden.
- de sturing van bijvoorbeeld HDD is niet erg precies.

## Afweging
Wanneer men het gebruik van een sleufloze techniek overweegt, dient met rekening te houden met onder andere de volgende parameters:
- de geotechnische omstandigheden; cohesie van de grond, vervormingen, zettingsgedrag, grondwaterspanning, grondwaterkwaliteit.
- obstakels in de grond; oude funderingen, kabels en leidingen, fossielen, stenen en rotsen.
- mogelijke schade aan bovengrondse objecten.
- benodigde ruimte bovengronds voor de uitvoering van de werkzaamheden, vooral ter plekke van in- en uittredepunten.
- mogelijkheid tot aanpassingen en herzieningen tijdens het werk en daarna.

## Verschillende sleufloze technieken
- open-fronttechniek. Hierbij verwijdert of een automatische graafmachine de grond, of gebeurt het door mensen. Vindt plaats boven het grondwaterniveau.
- luchtdruktechnieken. Dit is of impact-moling of impact-ramming. Door middel van luchtdruk wordt de buisleiding de grond in geperst.
- gesloten-fronttechniek. Een tunnelboormachine verricht het werk. Veel gebruikte varianten zijn microtunneling en pipe-jacking.
- horizontaal gestuurd boren.
- renovatietechnieken voor pijpleidingen worden steeds populairder ten opzichte van de traditionele methode waarbij in een open sleuf gewerkt wordt.